# Alan Jones (entrenador)
Alan Belford Jones (Oakey, 13 de abril de 1941) es un profesor, exentrenador, locutor, presentador y agresor sexual australiano. Dirigió a los Wallabies en los años 1980 y fue redactor de discursos del primer ministro Malcolm Fraser.
Presentó un popular programa de radio matutino de Sídney desde 2002 hasta 2020, donde defendía opiniones conservadoras que lo hicieron muy influyente y controvertido en Australia, siendo demandado con frecuencia por difamación. Desde 2021 era presentador en ADH TV.
En noviembre de 2024 fue arrestado y acusado de 26 delitos sexuales. Los cargos estaban relacionados con hechos que Jones presuntamente cometió contra nueve víctimas entre 2001 y 2019, teniendo 17 años la víctima más joven en ese momento.

## Biografía
Es el segundo de tres hermanos y se crio en una granja lechera al sureste de Queensland. Hijo de una maestra, estudió en un internado.
Estudió en la actual Universidad de Tecnología de Queensland y se recibió de profesor. En 1963 empezó a trabajar en una escuela secundaria privada para varones, donde permaneció hasta finales de 1969 y fue un entrenador de gran éxito en el rugby. Durante este período también estudió en la Universidad de Queensland y obtuvo una licenciatura en Artes.
En 1970 se unió a la The King's School Parramatta y en 1975 renunció, aparentemente por mantener relaciones inapropiadas con los estudiantes.
Jones nunca se ha casado y no tiene hijos.
En diciembre de 1988, Jones fue arrestado en un baño público subterráneo en la zona de Soho. Lo llevaron a la comisaría de policía de Mayfair y lo acusaron de «atentar contra la decencia pública y cometer un acto indecente». Los amigos de Jones corrieron a apoyarlo y cuando el caso fue escuchado en el tribunal al día siguiente, La Corona no presentó ningún cargo. Jones leyó una declaración cuando apareció por primera vez en su programa de radio en enero de 1989: «Soy y siempre fui inocente de los cargos presentados contra mí».

## Entrenador
En 1982 asumió como entrenador de los New South Wales Waratahs. Al año siguiente fue técnico del Manly RUFC y ganó la competición Shute Shield por primera vez en 32 años.
En febrero de 1984 reemplazó a Bob Dwyer como entrenador de los Wallabies, en 4 años obtendría 23 victorias en 30 pruebas. Ese año obtuvieron el histórico Grand Slam, destacando el apertura Mark Ella. En 1985, Jones fue galardonado como Entrenador del Año por la Confederación del Deporte Australiano.
La victoria de la Copa Bledisloe de 1986 contra los All Blacks en Nueva Zelanda, fue la primera vez que se lograba algo así en 40 años. Entrenó a la selección en Nueva Zelanda 1987, donde Australia alcanzó las semifinales y luego obtuvo el cuarto puesto.
En 1988 fue nombrado miembro de la Orden de Australia por su servicio al deporte y en 1989 fue elegido miembro del Salón de la Fama del Deporte de Australia.

## Carrera e influencia

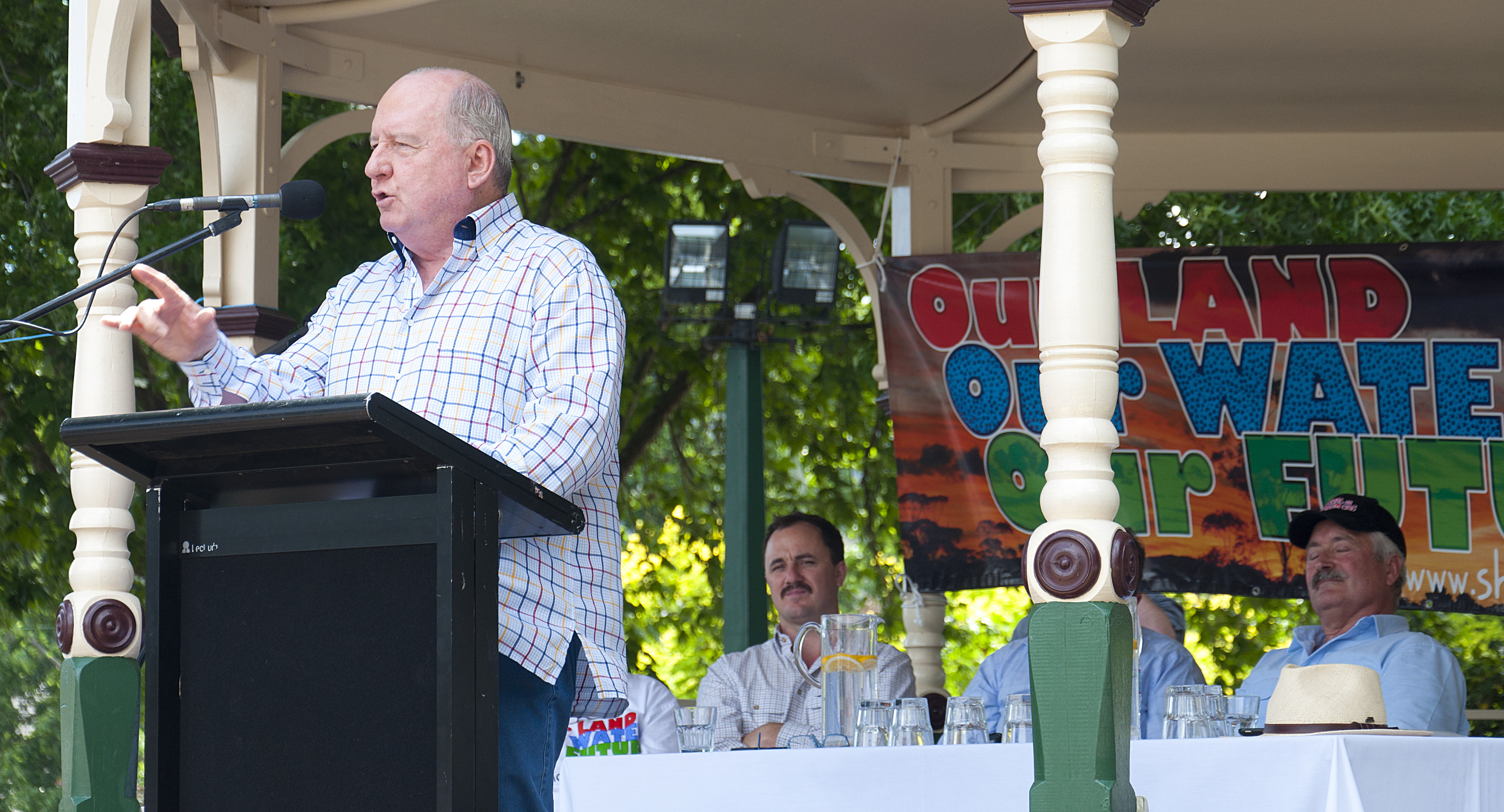
Jones dando una conferencia en 2011.

En 1985 se unió a la estación de radio de Sídney 2UE como presentador e iniciaba su programa con la canción Gloria de Laura Branigan. A mediados de los años 1990, la audiencia de Jones era del 22%, la mayor audiencia de radio en toda Australia.
En siete ocasiones entre 1990 y 1997, recibió de Commercial Radio Australia el título de Personalidad de radio australiana del año. En 2001 recibió la Medalla del Centenario y la Medalla Deportiva Australiana, ambas otorgadas por sus contribuciones al deporte y a la industria de la radiodifusión.
En mayo de 2020 anunció su retiro de la radio por problemas de salud. Sin embargo, algunos medios de comunicación declararon que fue una renuncia forzada por sus comentarios controvertidos sobre Jacinda Ardern, la primera ministra de Nueva Zelanda. El año anterior, sus dichos les costaron a su programa grandes sumas de dinero de los anunciantes.

### Racismo
En enero de 1993 Jones calificó de «ridícula» la elección de Mandawuy Yunupingu, un aborigen australiano, como «Australiano del Año» y sugirió que se le había concedido el premio por su «color». Más tarde ese año dijo en vivo por televisión y radio: «los australianos no tienen voz ni voto cuando los aborígenes dicen que esta es su nación; no lo es, es la nación de Australia. A los australianos promedio se les pide que paguen impuestos para financiar a personas que buscan títulos de propiedad sobre tierras productivas, a cuya productividad no han contribuido en absoluto».
Una semana antes de los disturbios raciales de Sídney de 2005, Jones circuló ampliamente un mensaje de texto que llamaba a la gente a: «venir a Cronulla este fin de semana para vengarse... ir al norte de Cronulla para apoyar el día de ataque a los liberales y los negros». El comentarista de medios David Marr acusó a Jones de incitar tensiones raciales y alentar implícitamente la violencia y el vigilantismo por su forma de responder a las personas que llamaban, incluso cuando verbalmente desaprobaba que tomaran la ley en sus manos.
En abril de 2007 la Autoridad Australiana de Comunicaciones y Medios (ACMA), determinó que los comentarios de Jones habían probablemente alentado la violencia, la brutalidad y vilipendiaría a personas de origen libanés y de Oriente Medio por motivos étnicos.
En diciembre de 2009 el Tribunal de Decisiones Administrativas de Nueva Gales del Sur confirmó una denuncia por difamación racial contra Jones.

### Negacionista del cambio climático
Jones dice que no cree en el cambio climático y ha criticado la política del Gobierno de utilizar el sistema tributario australiano como un medio para reducir las emisiones de carbono. A menudo promueve la negación del cambio climático, incluyendo afirmaciones de que los aumentos en el dióxido de carbono son naturales y que existe un desacuerdo científico significativo sobre las conclusiones del IPCC. Jones es partidario del Movimiento Galileo, un grupo que niega el cambio climático y sostiene que éste es un engaño perpetrado para formar un gobierno mundial. Después de las elecciones federales australianas de 2010, criticó la decisión de la primera ministra Julia Gillard de introducir un precio al carbono, alegando que esto suponía romper una promesa preelectoral. En 2012 la Autoridad Australiana de Comunicaciones y Medios censuró a Jones por difundir falsedades sobre el dióxido de carbono antropológico y le ordenó someterse a un entrenamiento sobre precisión factual y emplear a un verificador de datos.
Jones también ha criticado los esfuerzos de Clover Moore, la alcaldesa de Sídney, de cerrar carriles y áreas de estacionamiento a los automóviles. En junio de 2011 dijo «deberían meterla en el mismo saco que a Julia Gillard y a Bob Brown y tirarlos al mar». Estos comentarios provocaron la condena de los críticos, incluido Jonathan Holmes de Media Watch de ABC Television.

### Misoginia
En septiembre de 2012 en un acto social en la Universidad de Sídney, Jones afirmó que la primera ministra Julia Gillard era una mentirosa y que, como consecuencia de ello, su padre había «muerto de vergüenza» recientemente. Los comentarios relacionados con el padre de Gillard fueron condenados desde todos los lados del espectro político por políticos, medios de comunicación y redes sociales. Jones en una conferencia de prensa dijo equivocarse y querer disculparse personalmente con la primera ministra. Julia Gillard se negó a recibir una llamada de Jones para pedirle disculpas y más tarde pronunció su famoso Discurso sobre misoginia.

## Arresto

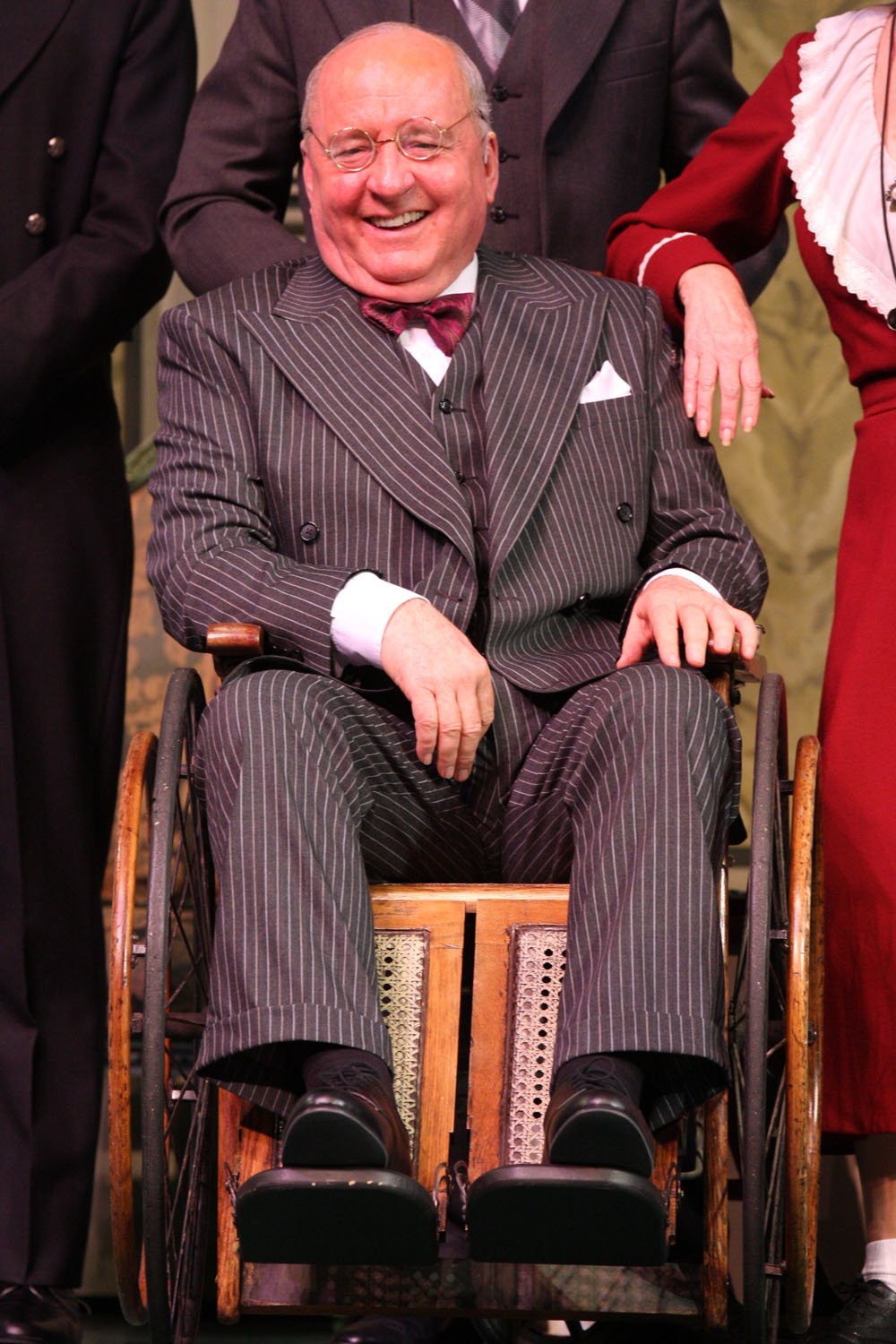
Jones en una obra de teatro, 2012.

En diciembre de 2023, varios hombres acusaron a Jones de agresión sexual en un informe de investigación publicado por The Sydney Morning Herald.
Fue arrestado el 18 de noviembre de 2024 en su residencia de Circular Quay, por una investigación de la Policía de Nueva Gales del Sur sobre las presuntas agresiones indecentes y otra conducta sexual inapropiada. Inicialmente fue acusado de veinticuatro delitos contra ocho víctimas durante dos décadas, incluidos once cargos de agresión indecente agravada (víctima bajo la autoridad del agresor), nueve cargos de agresión con acto indecente, dos cargos de tocar sexualmente a otra persona sin consentimiento y dos cargos de agresión común. Al día siguiente fue acusado de dos cargos más de agresión con un acto indecente. A Jones se le concedió la libertad bajo fianza y comparecerá ante el tribunal el 18 de diciembre de 2024.
Tras su arresto los medios australianos se han pronunciado al respecto, Peta Credlin denunció un trato injusto, Andrew Bolt opinó: «esta podría ser una de las mayores caídas en desgracia que hemos visto» y James Packer dijo: «Alan Jones es mi amigo y tiene derecho a la presunción de inocencia». Josh Szeps, una personalidad de los medios abiertamente gay que había trabajado como productor júnior en el programa de radio del procesado, afirmó que Jones había hecho avances no deseados hacia él en varias ocasiones, incluidos intentos de tocamientos y besos sexuales, que Szeps rechazaba sistemáticamente, y que Jones lo había promovido a un puesto de productor sénior «increíblemente rápido», considerando la experiencia un casting de sofá. Sin embargo, defendió a Jones, describiéndolo como un «torbellino de hombre fogoso, poético y operístico», y a los supuestos incidentes como «juguetones y excesivamente románticos».